# 경현공주
경현공주(敬顯公主, 1530년 9월 14일(음력 8월 13일) ~ 1584년 9월 16일(음력 8월 13일))는 조선의 공주로, 중종의 10녀이자 적4녀로 문정왕후 소생이며 명종의 친누나이다. 이름은 옥현(玉賢)이다.

## 생애
1530년(중종 25년) 8월 13일, 중종(中宗)과 문정왕후(文定王后)의 3녀로 태어났다. 문정왕후가 경현공주를 잉태하였을 때, 시어머니인 정현왕후가 병상에 눕자 간호를 하였고, 경현공주를 낳은지 7일밖에 되지 않아 몸이 성치 않을 때도 정현왕후를 보살폈는데, 정현왕후는 이에 감동하였다고 한다.
1537년(중종 32년) 경현공주(敬顯公主)에 봉해졌고, 1541년(중종 36년), 신수경(申秀涇)의 아들 영천위(靈川尉) 신의(申檥)에게 하가하여 1남을 두었으나 혼인 관계는 평탄치 못하였고 가정사는 불운하였다.
그의 남편인 영천위 신의는 경망스럽고 패악무도한 성격으로, 폭행을 저질러 통천으로 유배되었으며 후에 살인까지 저질러 직첩을 박탈당하였다.
1554년(명종 9년), 영천위 신의는 경현공주 집에 왕래할 수 없도록 하였음에도, 이를 무시하고 공주의 의복을 억지로 벗겨 기생에게 주고 공주와 서로 잘잘못을 따지며 심한 말을 퍼부어 강원도 통천으로 귀양을 가게 되었다.
1565년(명종 20년) 문정왕후의 국상중에 경현공주의 아들인 신사정(申士楨)이 기생 석빙정과 간음하고 공주 집의 재물과 외조모인 문정왕후가 하사한 물건까지 석빙정에게 건내주어 문제가 되었다.
1566년(명종 21년) 공주는 후종(喉腫)을 앓아, 명종이 어의를 보내어 진찰하게 하고 약을 지어 보냈다.
1568년(선조 1년)에는 신사정이 아버지와 불화하여 반목하고, 어머니 경현공주와 한통속이 되어 아버지를 거역하고 헐뜯으며 궁녀와 결탁해 편지를 통해 아버지를 고발한 일과, 아버지가 쫓겨나던 날에는 집에 편안히 누워있으면서 나가 보지도 않았다는 죄목으로 신사정의 불효를 처벌해달라는 계가 올라왔다.
이에 선조는 공주의 아들 신사정이 아버지 신의가 죄를 지어 형을 받음에도 감정이 태연하고, 귀양을 가게 되었는데도 나와보지 않는 등의 불효를 저질렀음을 이유로 사판에서 이름을 삭제하고 유배를 보냈다.
1584년(선조 17년) 1월, 남편 신의와 사별하였다. 같은해 8월 13일, 경현공주는 자신의 생일날에 55세의 나이로 사망하였다.

## 가족 관계
- 부왕 : 중종(中宗, 1488 ~ 1544)
- 모친 : 문정왕후(文定王后, 1501 ~ 1565)
  - 언니 : 의혜공주(懿惠公主, 1521 ~ 1564)
  - 언니 : 효순공주(孝順公主, 1522 ~ 1538)
  - 남동생 : 명종(明宗, 1534 ~ 1567)
  - 여동생 : 인순공주(仁順公主, 1542 ~ 1545)
- 남편 : 영천위(靈川尉) 신의(申檥, ? ~ 1584)[8]
  - 아들 : 신사정(申士楨, 1546 ~ 1593)
  - 며느리 : 판서(判書) 박충원(朴忠元)의 딸 밀양 박씨
    - 손녀 : 신혜정(申惠貞, 1561 ~ ?)
    - 손자 : 신순(申楯, 1562 ~ ?)

  - 며느리(측실) - 노비 양옥(良玉)
    - 서손녀 : 신난영(申蘭英, 1574 ~ ?)

  - 며느리(측실) : 노비 향개(香介)
    - 서손자 : 신덕성(申德成, 1575 ~ ?)

  - 며느리(측실) - 양첩 중대(仲代)
    - 서손녀 : 신정순(申正順, 1580 ~ ?)
    - 서손자 : 신영(申梬, 1584 ~ ?)

  - 며느리(측실) - 양첩 애영(愛英)
    - 서손자 : 	신남(申楠)
    - 서손자 : 신매(申梅)

  - 며느리(측실) - 노비 종대(終代)
    - 서손자 : 신경(申㯳, 1587 ~ ?)

  - 며느리(측실) - 노비 복상(福祥)
    - 서손자 : 신탑(申㯓, 1588 ~ ?)

  - 며느리(측실) - 노비 영춘(永春)
    - 서손자 : 신용(申榕, 1589 ~ ?)

  - 며느리(측실) : 양첩 이름 미상
    - 서손녀 : 신순(申順, 1592 ~ ?)

  - 며느리(측실) : 양첩 성대(聖代)
    - 서손자 : 신영(申楹, 1598 ~ ?)

  - 며느리(측실) : 노비 (이름 미상)
    - 서손녀 : 군수(郡守) 김규문(李圭文)의 처
    - 서손녀 : 인천 공씨(仁川 貢氏) 공덕창(貢德彰)의 처
    - 서손녀 : 김응선(金應善)의 처

## 같이 보기
- 문정왕후
- 명종
- 신수경
- 혜숙옹주